# Лириопе колосистая
Лириопе колосистая, также Лириопа колосистая (лат. Liriope spicata), — многолетнее травянистое корневищное растение из Восточной и Юго-Восточной Азии, вид рода Лириопе (Liriope) подсемейства Нолиновые (Nolinoideae) семейства Спаржевые (Asparagaceae), типовой вид этого рода.
По всему миру лириопе колосистая культивируется как садовое или комнатное декоративное растение; иногда применяется как почвопокровное растение, используется для озеленения. В Китае стебли и клубневидные корни издревле применяются в традиционной китайской медицине; растение здесь культивируется с целью получения медицинского сырья.

## Распространение, экология
Естественный ареал рода охватывает тропические и субтропические регионы Восточной и Юго-Восточной Азии — Вьетнам, Камбоджу, Китай (включая Тайвань), Корейский полуостров и Японию (в том числе острова Рюкю). В Китае встречается в провинциях Аньхой, Ганьсу, Гуандун, Гуйчжоу, Сычуань, Фуцзянь, Хайнань, Хубэй, Хунань, Хэбэй, Хэнань, Чжэцзян, Цзянси, Цзянсу, Шаньдун, Шаньси, Шэньси, Юньнань, а также в Гуанси-Чжуанском автономном районе. Культивируемые растения иногда дичают. Есть сведения, что лириопе колосистая встречается в дикой природе как заносное растение в некоторых штатах США — Алабаме, Иллинойсе и Мэриленде.
Растёт на высоте от 0 до 1800 м над уровнем моря в лесах, на склонах холмов, травянистых косогорах, в различных влажных местах (например, по берегам рек). Встречается как в горных, так и в равнинных местностях. Корневищный геофит.

## Биологическое описание
Вечнозелёное (в пределах естественного ареала, а также при комнатном и оранжерейном содержании) многолетнее травянистое корневищное растение высотой до 30—40 см. Корни мочковатые, на них ближе к корневому кончику имеются клубнеобразные мясистые веретеновидные бугристые утолщения (корнешишки). И корневище, и корни расположены близко к поверхности грунта. Корневища короткие, относительно толстые, вертикальные, узловатые, со столонами (столоновидными образованиями); наличие таких образований отличает этот вид от лириопе мускари и некоторых других видов этого рода. Столоны тонкие, стелющиеся.
Листья сидячие, опушённые, собраны в плотных прикорневых пучках, с коричневатыми чешуями у основания, линейно-ланцетные, длиной от 25 до 60 см и шириной от 4 до 8 мм. Стрелка (безлистный цветочный стебель) — длиной от 10 до 65 см, что обычно меньше длины листьев. Оканчивается стрелка редуцированной метёлкой (другие авторы используют термины колос, колосообразное соцветие, рыхлая кисть) с мелкими цветками диаметром от 4 до 6 мм, собранными в 5—9 мутовок по 2—4 цветка в каждой. Цветки — с прицветником и несколькими прицветничками, на цветоножке длиной 3—4 мм. Околоцветники простые, венчиковидные, шестичленные. Листочки околоцветника свободные; могут быть различной окраски — фиолетовые, ярко-синие, бледно-сиреневые (лавандового цвета), серебристые.
Цветки обоеполые. Тычинок шесть, они прикреплены к основанию листочков околоцветника. Тычиночные нити узколинейные, пыльники прикреплены к ним своим основанием. Пыльники — относительно длинные, что отличает лириопе колосистую от других видов рода. Завязь верхняя, с тремя гнёздами, в каждом гнезде — по два семязачатка. Столбик удлинённый, немного трёхгранный; рыльце маленькое. Цветёт в конце лета.
Плод — коробочка; на ранней стадии созревания плод неравномерно лопается, обнажая семена — диаметром около 5—6 мм, мясистые, по одному или два в каждом гнезде, ягодообразные, почти шаровидные, чёрно-синего цвета при созревании.
В Китае время цветения этого вида — с мая по июль, время плодоношения — с августа по октябрь.
Число хромосом: 2n = 36; 72; возможно, 88; 90; 108.

## Медицинское использование
В традиционной китайской медицине используются высушенные клубнеобразные утолщения на корнях (корнешишки) лириопе колосистой. Они имеют веретеновидную форму с двумя слегка заострёнными кончиками, их длина составляет от 1,2 до 3 см, диаметр — от 4 до 7 мм, поверхность — с продольными морщинами; окраска как поверхности, так и внутренней части — от бледно-жёлтой до коричневато-жёлтой; внутренняя часть мягкая, податливая, с тонкой деревянистой сердцевиной, со слабым запахом, липкая при жевании, на вкус — сладкая, слегка горьковатая. В форме отвара они применяется при лечении туберкулёза лёгких и трахеита. Кроме того, он используется при некоторых формах запора, при сухости во рту, при сухом кашле, а также при влажном кашле с липкой мокротой. Из биологически активных веществ в корнешишках растения содержатся стероидные сапонины. Производство корнешишек лириопе колосистой в Китае сосредоточено в провинциях Аньхой, Цзянсу и Шэньси, а также в Гуанси-Чжуанском автономном районе.
Кроме того, в традиционной китайской медицине высушенные корнешишки лириопе колосистой и лириопе мускари (корнешишки последней, в отличие от лириопе колосистой, слегка приплюснуты) известны под обобщённым фармацевтическим названием Liriopes Radix (с лат. — «Корень лириопе»). «Корень лириопе» применяется при некоторых формах кашля, при бессоннице, при некоторых формах запора; его производство сосредоточено в провинциях Фуцзянь и Хубэй.
Растения, которые выращивают для получения корнешишек, выкапывают либо в начале лета, либо перед праздником Цинмин (начало апреля); корнешишки промывают, затем сушат их на солнце.
В традиционной китайской медицине также используют стебель (стрелку) лириопе колосистой: он применяется при лечении туберкулёза, бронхита и бронхиальной астмы как мочегонное, противолихорадочное и общеукрепляющее средство, а также как средство для успокоения кашля.

## Культивирование
Лириопе колосистая культивируется по всему миру как декоративное (декоративно-лиственное, красивоцветущее) растение; кроме того, в Китае растение широко культивируется с целью получения корнешишек. Поскольку растение с возрастом активно разрастается и постепенно полностью закрывает поверхность почвы, оно может быть использована и в качестве почвопокровного. На Черноморском побережье Кавказа растение используется в озеленении для создания бордюров в садах и парках.
Лириопе колосистую также культивируют как оранжерейную и комнатную (горшочную) культуру: это растение не слишком требовательно к свету и может нормально развиваться в умеренно тёплых комнатах и оранжереях.

### Агротехника
Лириопе колосистая является весьма нетребовательным растением и может нормально развиваться при минимальном уходе. Может расти как на открытом солнце, так и в тени, однако следует учитывать, что пестролистные сорта при выращивании на слишком ярком солнце могут терять свою окраску. Лучшим местом для выращивания растения может служить такой солнечный участок, который затенён около полудня. Желателен регулярный полив, при этом затопления корневой зоны следует избегать, а при прохладной погоде полив должен быть ограничен. Грунт желателен нейтральный или слабокислый, достаточно питательный, хорошо проницаемый для воды и воздуха. Растение является относительно морозостойким (более морозостойким, чем Liriope muscari): может культивироваться в открытом грунте в зонах морозостойкости от 4 до 10.

### Сорта
Сорт 'Silver Dragon' («Серебряный Дракон») отличается узкими бело-зелёными листьями длиной до 30—45 см и сиреневыми цветками. При выращивании растений этого сорта приходится учитывать, что в глубокой тени его пестролистность утрачивается — листья становятся однотонно тёмно-зелёными. Культивируется также пестролистный сорт 'Variegata', отличающийся узкими желтоватыми полосами, тянущимися вдоль краёв листьев.

## Таксономия и классификация
Первое действительное описание этого вида (а также и всего рода Liriope) было опубликовано португальским ботаником Жуан ди Лорейру (1717—1791). Более сорока лет он служил миссионером в Китае и Кохинхине (юго-восточной части полуострова Индокитай), а после возвращения на родину подготовил и опубликовал в 1790 году работу Flora cochinchinensis (с лат. — «Кохинхинская флора». Описание Liriope вышло в первом томе этой работы, при этом Liriope spicata была единственным видом, включённым Лорейру в состав рода; в качестве территории распространения вида автор указал Кохинхину и Китай. В соответствии с половой системой классификации Линнея, которую использовал Лорейру, вид и род были отнесены к VI классу (Hexandria, Шеститычинковые), а внутри класса — к порядку Monogynia (Однопестичные).
До недавнего времени род относился к семейству Лилейные (Liliaceae); по данным на 2023 год, род включён в семейство Спаржевые (Asparagaceae).

### Синонимы
По информации базы данных Plants of the World Online  (по состоянию на начало 2023 года), в синонимику вида входят следующие названия:
Гомотипные синонимы
- Ophiopogon spicatus (Lour.) Ker Gawl. (1822)

Гетеротипные синонимы
- Liriope graminifolia var. koreana (Palib.) Nakai (1911)
- Liriope koreana (Palib.) Nakai (1915)
- Liriope spicata var. humilis F.Z.Li (1986)
- Liriope spicata f. koreana (Palib.) H.Hara (1984)
- Liriope spicata var. prolifera Y.T.Ma (1985)
- Liriope tawadae Ohwi (1936)
- Mondo fauriei (H.Lév. & Vaniot) Farw. (1921)
- Mondo koreanum (Palib.) Hiatsusima (1934)
- Ophiopogon fauriei H.Lév. & Vaniot (1908)
- Ophiopogon koreanus (Palib.) Masam. (1957)
- Ophiopogon spicatus var. confusus Pamp. (1910)
- Ophiopogon spicatus var. koreanus Palib. (1901)
- Ophiopogon spicatus var. longipes Pamp. (1915)
- Ophiopogon tawadae (Ohwi) Masam. (1957)

## Комментарии
1. ↑  Иногда в литературе встречаются русские названия вида, в которых слово «лириопе» считается мужского рода: лириопе колосистый[3], лириопе колосовидный[4].